# مرجان ساترابي
مرجان ساترابي (بالفارسية: مرجان ساتراپي) (22 نوفمبر 1969 في رشت في إيران) مؤلفة روايات مصورة معاصرة، ورسامة ومخرجة أفلام تحريك ومؤلفة في مجال أدب الطفل تحمل الجنسيتين الإيرانية والفرنسية.

## النشأة

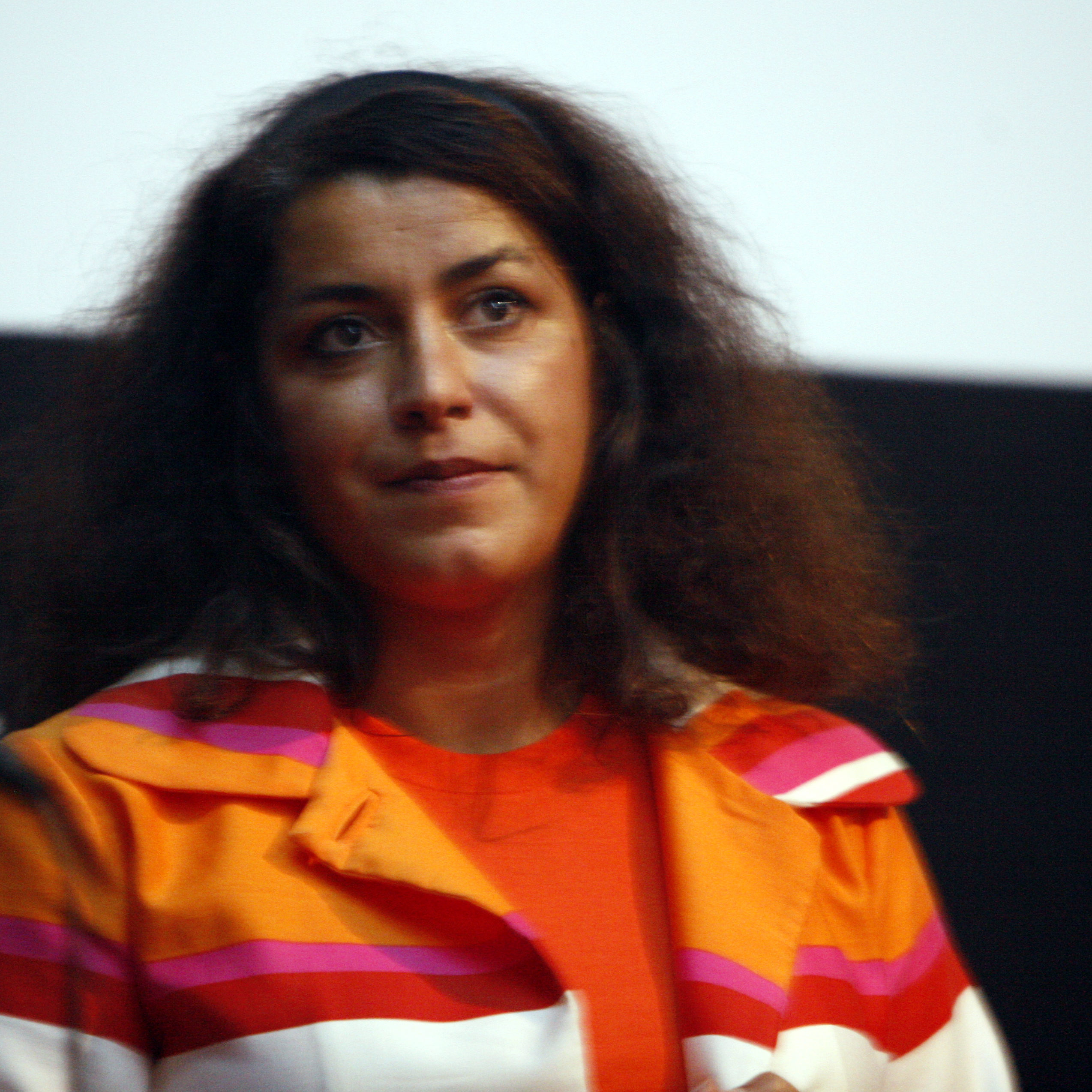
مرجان ساترابى

نشأت مرجان في طهران في عائلة شيوعية انخرطت في العمل السياسي في إيران قبيل الثورة الإيرانية، حيث كانت تذهب إلى مدرسة الليسيه الفرنسية حيث شهدت تناقص الحريات المدنية وآثار الأحداث السياسية على الحياة اليومية، بما في ذلك سقوط الشاه وبدايات نظام الخميني والأيام الأولى للحرب بين العراق وإيران.
مرجان هي ابنة حفيدة ناصر الدين شاه، شاه فارس منذ 1848 حتى 1896. إلا أنها كما تقول فإن «الملوك القاجاريين كانوا يتخذون مئات الزوجات وينجبون آلاف الأطفال، لذا فعند ضرب عدد الأبناء في عدد الأجيال تجد لديك، لا أدري، عشرة أو خمسة عشر ألف أمير وأميرة، لذا فلا شيء مميز في هذا»
في 1983، أي في عمر الرابعة عشرة، أرسلها والداها إلى فيينا في النمسا للهروب من النظام الإيراني - ووفق روايتها المصورة لسيرتها الذاتية «برسبوليس» - فإنها عاشت هناك خلال فترة دراستها الثانوية ثم عادت إلى إيران لتدخل الجامعة، وفي الجامعة التقت شابا اسمه رضا، تزوجته وعمرها 21 ثم تطلقت منه بعد ثلاث سنوات.
درست ساترابي التواصل البصري ونالت فيه شهادة الماجستير في مدرسة الفنون الجميلة في جامعة أزاد الإسلامية في طهران. بعد ذلك انتقلت إلى ستراسبورج في فرنسا. وهي تعيش حاليا في باريس في فرنسا حيث تعمل رسامة ومؤلفة كتب الأطفال.

## الحياة العملية

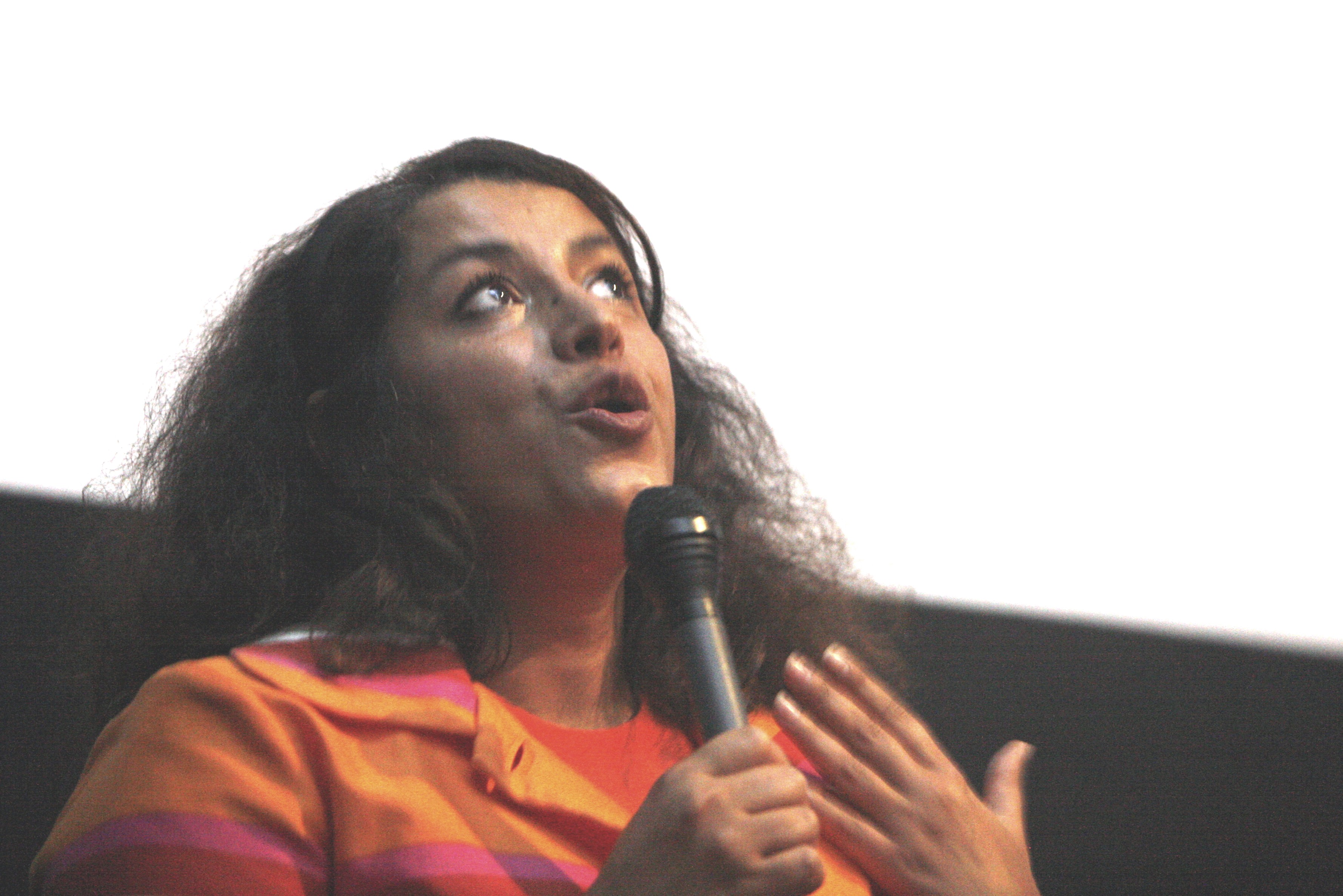
مرجان ساترابي خلال العرض الأول لفيلمها برسيبوليس

بدأت حياة مرجان العملية حين التقت ديفيد ب، وهو فنان روايات مصورة، فتبنت أسلوبا مشابها لأسلوبه، بالذات في أعمالها الأولى.
كان السبب في شهرة مرجان ساترابي هو رواية السيرة الذاتية الرسومية المعنونة «برسبوليس» التي ألفتها بالفرنسية والتي تصف فيها طفولتها في إيران ومراهقتها في أوروبا. نالت هذه الرواية جائزة العمل الأول في مهرجان أنجوليم العالمي للروايات المصورة، كما رُشِّح عملها اللاحق Broderies (شغل الإبرة) لجائزة مجموعة السنة في مهرجان أنجوليم في 2003، وهي الجائزة التي فاز بها أحدث أعمالها Poulet aux prunes (دجاج بالخوخ (البرقوق))، كما شاركت في قسم التحرير في صحيفة نيو يورك تايمز.
في 2007، أُنتجت رواية «برسبوليس» في فلم تحريك بذات العنوان عرض في مهرجان كان في مايو 2007 وتقاسم جائزة التحكيم الخاصة مع فيلم Luz silenciosa (النور الصامت). تشاركت مرجان في كتابة وإخراج الفيلم مع فنسن بارونو، كما رُشحت الإصدارة الناطقة بالإنجليزية من الفيلم لجائزة أكاديمية فنون وعلوم الصور المتحركة في يناير 2008.

## الجوائز والتكريم
- في أبريل 2024 فازت بجائزة أميرة أستورياس للأدب لجرأتها وإنتاجها الفني في الدفاع عن حقوق الإنسان والحرية.[19]